# Аптечный шар

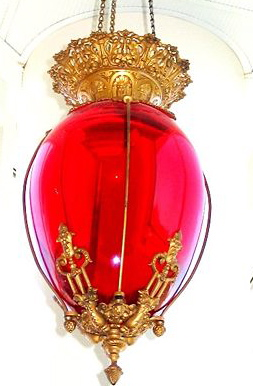
Сосуд, висящий в библиотеке биологии и фармации университета Огайо

Аптечный шар (англ. show globe) — стеклянный сосуд с цветной жидкостью внутри, использовавшийся в США в XVII—XX веках как указатель аптеки.

## История

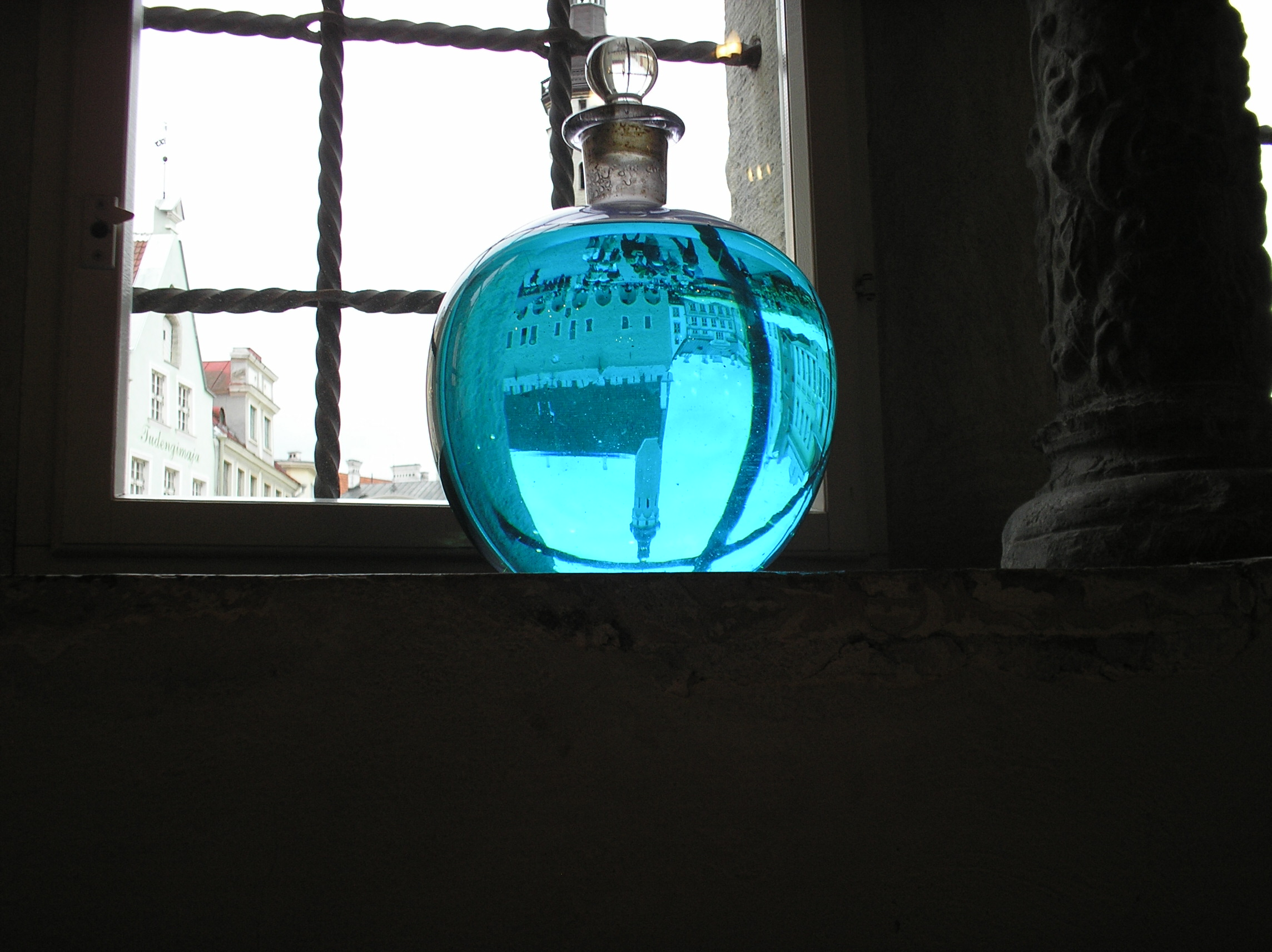
Таллинская ратуша, запечатленная сквозь аптечный шар

Существует несколько легенд, описывающих происхождение и начало использования сосуда для обозначения аптек, например:

На Ближнем Востоке лекарства в аптечных лавках продавались в стеклянных сосудах причудливой формы. Путешественники из Европы, восхищённые внешним видом этих сосудов, пытались воспроизвести их, вернувшись домой.
Эта версия предполагает, что аптечный шар прошёл эволюцию от утилитарного предмета (флакона для лекарств) до декоративного, тогда как сами лекарства продавались в склянках более простой формы. Она, однако, не объясняет ни формы сосуда, ни его преимущественного распространения в англоязычных странах.
Согласно другой версии, аптечный шар происходит от ведьминого шара, который в Англии считался оберегом против злых сил. Появление ведьминых шаров в аптеках могло быть связано с суевериями, окружавшими аптекарей. 
Третья версия предполагает, что аптечный шар произошёл от химической посуды, которую фармацевты использовали про создании лекарств. Существуют следующие варианты этой версии:
- Аптечные шары первоначально выставлялись на окна аптек с утилитарной целью: они использовались как ёмкости для мацерации, в которых органический материал пропитывался жидкостью под прямыми солнечными лучами.
- Жидкость яркого цвета, которой фармацевты заполняли аптечный шар, должна была продемонстрировать их умение смешивать реактивы.
- Аптечный шар, как элемент химической посуды, просто ассоциировался с профессией фармацевта (приблизительно как колба ассоциируется с химией в наши дни). В пользу этой версии говорит то, что большинство других вывесок на мастерских разнообразных ремесленников создавались по тому же принципу.

По мнению Джорджа Гриффенхенгера (англ. George Griffenhagen), фармацевта и куратора Смитсоновского института, которая уточняет вышеизложенную:

Аптечный сосуд появился в процессе слияния профессий аптекаря и алхимика, c середины XVI до середины XVII века. Аптекари закупали лекарства оптом и продавали их как торговцы, в то время как химики, чья профессия развилась из алхимии, готовили и продавали неорганические химические препараты, к примеру, ртутную мазь. Чтобы привлечь к себе внимание заказчиков и подчеркнуть загадочность и сложность своей профессии, химики выставляли сосуды с растворами веществ у своих прилавков. В то же время, аптекари и врачи вплоть до XVIII века аптекари и врачи часто ограничивали себя, используя препараты только биологического происхождения.

## Распространение

### В США

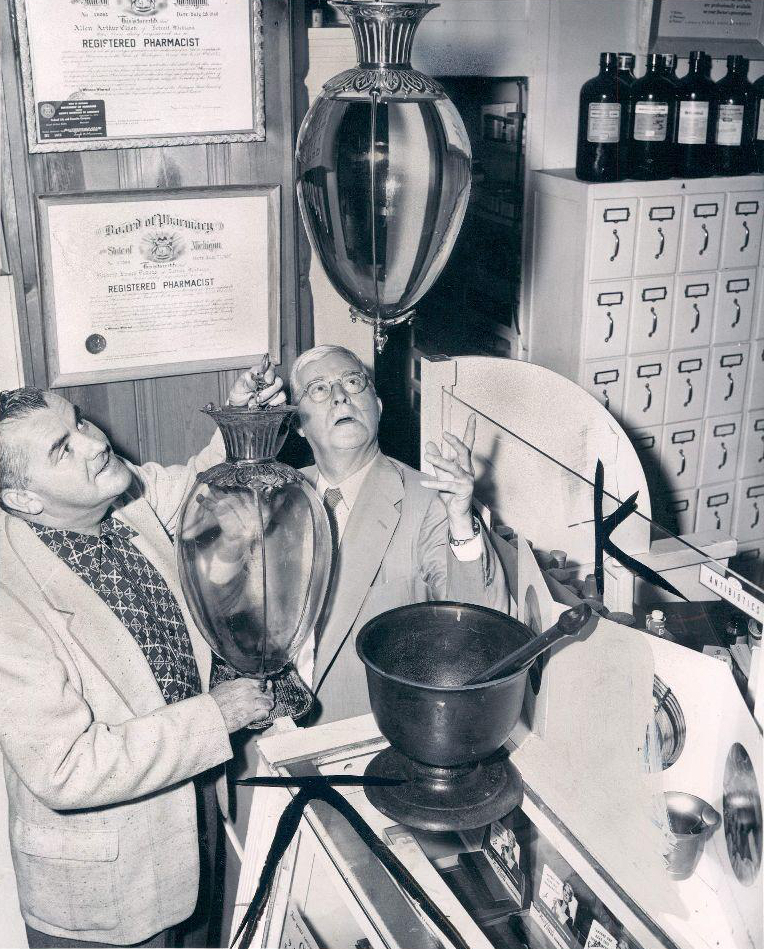
Двое фармацевтов в лаборатории подвешивают сосуды, Ферндейл (Мичиган), 1954.

Ранние американские поселения постоянно испытывали нехватку медицинских работников. Жители Джеймстауна (Виргиния), одного из таких поселений даже официально попросили у Вирджинской компании прислать им врачей и фармацевтов.
Со временем, в крупных населенных пунктах появились аптеки. Первая американская фармакопея была напечатана в 1778 году. К концу XVIII века на входе в аптеку уже выставлялись аптечные шары (первое их упоминание в США, возможно, относится к 1789 году. 

### В других странах
Аптечные шары были характерны не только для англоязычных стран. Так, русский поэт Юрий Одарченко, представитель Белой эмиграции, живший во Франции упоминал аптечные шары в одном из своих стихотворений:
Стоят в аптеке два шара:
Оранжевый и синий.
Стоит на улице жара
И люди в парусине.
Вхожу в аптеку и шары
Конечно разбиваю,
В участке нет такой жары,
А цвет сейчас узнаю.
Горит оранжевый рассвет
На синей пелерине.
Отлично выспался поэт
На каменной перине.Юрий Одарченко

## Конструкция и цвета
Аптечные шары первоначально изготовлялись из прозрачного стекла и наполнялись жидкостью ярких цветов, которую аптекари создавали с помощью химических реактивов. Неизвестно, имели ли первоначально выбранный цвет жидкости какое-либо символическое значение. Возможно она просто должна была демонстрировать покупателям умение аптекаря смешивать реактивы. 
Только в 1869 году Генри Уитни из Кембриджа, Массачусетс получил патент на создание аптечных шаров из цветного стекла. Тем не менее, Уитни предлагал изготовлять из цветного стекла только тулово шара, а горлышко и основание из прозрачного, чтобы шар выглядел так, как будто бы в нём по-прежнему используется жидкость, налитая внутрь.
Изготовлением аптечных шаров занимались многие американские стекольные заводы. Во второй половине XIX века в американских фармацевтических каталогах, предназначенных для аптекарей рекламировались аптечные шары различных производителей, каждый из которых предлагал собственный дизайн. Некоторые сосуды просто устанавливались в витрину (на окно) аптеки, тогда как другие могли прикрепляться к стене или подвешиваться на латунной цепи под потолком или снаружи около входа. Существовали «многоэтажные» сосуды, собранные из нескольких сосудов разных размеров по принципу «пирамидки». Иногда прозрачные аптечные шары украшались гравировкой по стеклу.

## Утрата популярности
Мода на аптечные шары в США плавно сошла на нет к началу XX века. Одной из причин этого был рост грамотности. В 1930-е годы интерес к аптечным шарам ненадолго вернулся, в этот период, в частности, стекольная компания Owens-Illinois Glass Company выпускала аптечные шары с электрической подсветкой (внутри шара размещалась лампочка). Уже в 1950-е годы аптечные шары воспринимались как ностальгический атрибут, а журнал для фармацевтов «American Druggist» призывал вернуться к их использованию. Сегодня сохранившиеся аптечные шары могут служить предметом коллекционирования для любителей винтажных вещей.